# Славин, Константин Львович
Константин Львович (Кушель Лейбович) Славин (6 июня 1921 — 15 февраля 2003) — советский, российский прозаик, драматург, сценарист и редактор. Лауреат Ленинской премии (1980), заслуженный деятель искусств РСФСР (1983), заслуженный работник культуры РСФСР (1971). Член КПСС с 1963 года.

## Биография
Константин Славин родился в Минске 6 июня 1921 года, в семье военного журналиста Льва Исаевича (Лейба Ицковича) Славина.
Вырос в Новороссийске, где учился и затем работал его отец. В 1930-е годы семья переехала в Москву.
В 1948 году Константин окончил сценарный факультет  ВГИКа, еще в студенческие годы написав несколько сценариев для игровых фильмов. Однако в период «малокартинья» производство игровых фильмов было практически свернуто, поэтому Славин переключился на документальное кино. Единственный игровой фильм по его сценарию (совместно с  В. Капитановским-- учебная ВГИКовская короткометражка «Зимняя сказка», поставленная режиссёрами С. Ростоцким и Ю. Егоровым.
Работал редактором отдела хроники Министерства кинематографии и Управления по производству научно-популярных и хроникально-документальных фильмов Госкино СССР.
Автор сценариев документальных фильмов «Новороссийские куранты» (1963), «Корабли не умирают» (1965, с В. С. Гороховым и М.Юдиным), «Хроника без сенсаций» (1966), «Вспоминая Черняховского» и «Твоё щедрое сердце», «Рядом с солдатом» (1977), «Возвращение в Новороссийск» (1979) и др.: документальный телефильм — «Алый парус Парижа» (1971, совместно с М. М. Хуциевым), фильм-трилогия «Дети войны» (с М.Берёлко) — «Мальчишки, мальчишки», «Дети Брестской крепости» и «Им не было и шестнадцати» (1977-78).
Самые известные  фильмы по сценариям Славина—это историко-публицистические киноэпопеи «Великая Отечественная» / «Неизвестная война» (1979; 20 полнометражных документальных фильмов, совместно с Игорем Ицковым и Романом Карменом)  и «Всего дороже» (фильм в 8 частях о послевоенной истории СССР. Первый из этих документальных сериалов вышел в США под названием «Неизвестная война» («The Unknown War»), поскольку в этой стране многие не знают о решающей роли Советского Союза в разгроме гитлеровской Германии и о сотрудничестве антигитлеровской коалиции.  Сериал был подготовлен в беспрецедентно сжатые сроки: договор о его создании был подписан 18 апреля 1977 года, а уже в 1978 году фильм был продемонстрирован по 50 американским телеканалам, охватив 150 млн. зрителей.
За создание этого сериала Славин был удостоен Ленинской премии (1980).
Заслуженный деятель искусств РСФСР (1983), Заслуженный работник культуры РСФСР (1971), лауреат  Был членом Союза кинематографистов СССР.

## Творчество
Константин Львович Славин создал более 70 сценариев документальных фильмов, среди которых особенно яркими были произведения на тему Великой Отечественной войны.

### Сценарии
- 1961. Сколько лет Самарканду? Режиссер Малик Каюмов, «Узбекфильм».
- 1963. Новороссийские куранты.
- 1965 — Корабли не умирают: фильм о моряках-черноморцах. Сценарий написан совместно с Вениамином Гороховым, Михаилом Юдиным; режиссёр и оператор Лазарь Юдин, Украинская студия кинохроники.
- 1971 — Поговорить нам необходимо. Фильм о творчестве Марка Бернеса. Сценарий совместно с Зиновием Гердтом; режиссёр Андрей Добровольский, творческое объединение «Экран».
- Крылатая семья.
- 1977-78. Дети войны, трилогия (совместно с М.Берёлко): «Мальчишки, мальчишки», «Дети Брестской крепости» и «Им не было и шестнадцати».
- 1977. Рядом с солдатом: о работе фронтовых кинооператоров и военных корреспондентов в годы Великой Отечественной войны. Режиссёр И. Гелейн.
- 1983. Как феникс из пепла. СССР 1945—1950. «Когда Гагарин еще ходил в школу».. Завершающий фильм цикла о возрождении советских городов, разрушенных немецкими войсками, ; полнометражный; режиссеры: И. Григорьев, И. Гутман, С. Пумпянская, Т. Семенов.
- 1987 — XX век. Цена присяги. Сценарий написан совместно с Г. Боровиком, В. Игнатенко, В. Кузнецовым, Л. Кулиджановым, Центральная киностудия детских и юношеских фильмов им. М. Горького
- 1988. Мы журналисты… Не стреляйте… Фильм о журналистах, погибших при исполнении профессионального долга, совместно с В.Игнатенко. Режиссёр И.Гутман.
- 1989 — Мир вам, Шолом! (Письма с этого света на тот свет). Сценарий о судьбе еврейского народа через призму творчества Шолом-Алейхема написан совместно с Владленом Кузнецовым; режиссёр Владимир Двинский. Э.Т.О «Ладья».
- 1990 — Кинопрограмма «XX век». Сороковые… роковые. Фильм о малоизвестных событиях Второй мировой войны, режиссёр Ю.Кобрин. Центральная киностудия детских и юношеских фильмов им. М. Горького. Фильм 1-й: «Без срока давности» (о начале войны); фильм 2-й: «Все судьбы в единую слиты» (о событиях 1941—1942 годов).
- 1990 — XX век. Хроника тревожного времени. К вопросу о секретных протоколах (трилогия). Фильм 1 — Бараний марш (совместно с Г. Боровиком, Л. Кулиджановым, В. Игнатенко, В. Кузнецовым; режиссёр В. Лисакович), Центральная киностудия детских и юношеских фильмов им. М. Горького.
- 1996 — Россия в войне. «Кровь на снегу» (цикл из десяти полнометражных фильмов о Великой Отечественной войне, представляющий ее полную и достоверную хронологию, личности Гитлера и Сталина, подвиг и неудачи в битве с врагом советского народа). IBP Films Distribution Ltd. In Association with "VICTORY SERIES " Ltd. (Россия)
- 1999 — Фотограф «А» в интерьере эпохи (3 полнометражных фильма о судьбе кинооператора Юрия Королёва, который в 16 лет ушел на фронт добровольцем, отдал жизнь кино и 8 ноября 1994 года при невыясненных обстоятельствах Юрий Королев был зверски убит на Минском шоссе по дороге домой). Режиссёр Виктор Лисакович, «Союзкиносервис».
- 2002. Лихов, 6 (Человек с киноаппаратом); совместно с Генрихом Боровиком, Леонидом Махначем; режиссер Леонид Махнач.

### Историко-публицистические эпопеи
- Великая Отечественная (совм. с Р. Карменом и И. Ицковым)[6].  20 частей, для зарубежного зрителя
- Всего дороже. Документальная киноэпопея о послевоенной истории СССР (совместно  с Андреем Александровым, Генрихом Боровиком, Виталием Игнатенко), 8 частей, 1981 год, Центральная студия документальных фильмов.

### Фильмы
- 1987 — Роман Кармен, которого мы знаем и не знаем[7]. Полнометражный фильм, режиссёр И.Григорьев.